# 下馬 (作法)
下馬（げば）は、貴人の前で、社寺の境内で、また城内に入る前に、敬意を表すために、騎（の）っているウマから下りることである。同じように輿車から降りる場合は、「下乗」という。

## 概要
「法曹至要抄」には、三位以下の者が路上で親王に会えば下馬するのを初めとして、位階に応じてそれぞれ下馬の令制を載せ、有位者でない場合も賤者、少者は貴人、老人に対して同様にすべきであり、令制に背くと笞罪に処せられたという。これがいつまで、どの程度行われたか、明らかでない。「貞丈雑記」には、「輿にめしたる人に行あひ、又は人の犬追物、笠懸、やぶさめ、大的、小的など射らるる場所近き辺を通るとき、又は野山にて幕などうち遊興せらるるあたりを通るとき、または神社仏寺の前を通るとき、また三職などの門前を通るとき、または川狩鷹狩など人のするところを通るとき、また鷹すゑたる人鵜つかひに行あひたるとき、いづれも我知らぬ人なりとも、必ず下馬して通る也」とあり、武家時代を通じて、礼儀として厳存した。訪問においては、参朝はいうまでもなく、宮門で下乗、下馬をさせ、寺社もまたそれに準じた。
江戸時代には、城外に「下馬札」を立てて、城中では将軍以外はその身分に応じて下馬の制限を受けた。例えば、親王、大納言以上でも、中門で下乗した。幕末、下馬、下乗の廃れたが、明治維新後、明治元年閏4月の下乗下馬の制から始まり、明治12年までに変遷はあるが、宮城、離宮、諸官省、社寺などに一定の制があった。明治21年に諸官庁においては便宜に任され、滅んだ。

### 下馬札
下乗、下馬には成文があるが、下馬札の成文は見当たらない。その起源は明らかでないが、「大唐西域記」に、釈迦が霊鷲山で説法する時、退凡下乗の卒塔婆を建てたことが見える。「一話一言」によれば、正安3年、権大僧都永瑜が建てた高雄の下馬碑が最古であるという。江戸城の諸門外には下馬札が立てられ、社寺にもあった。明治2年8月、神宮、官国幣社に皇族の参拝のある時、下馬下乗の場所を指定するよう教部省から令されている。その規定や書法については江戸時代、青蓮院に筆法が伝わるなど取り扱いがやかましかったという。

## ギャラリー

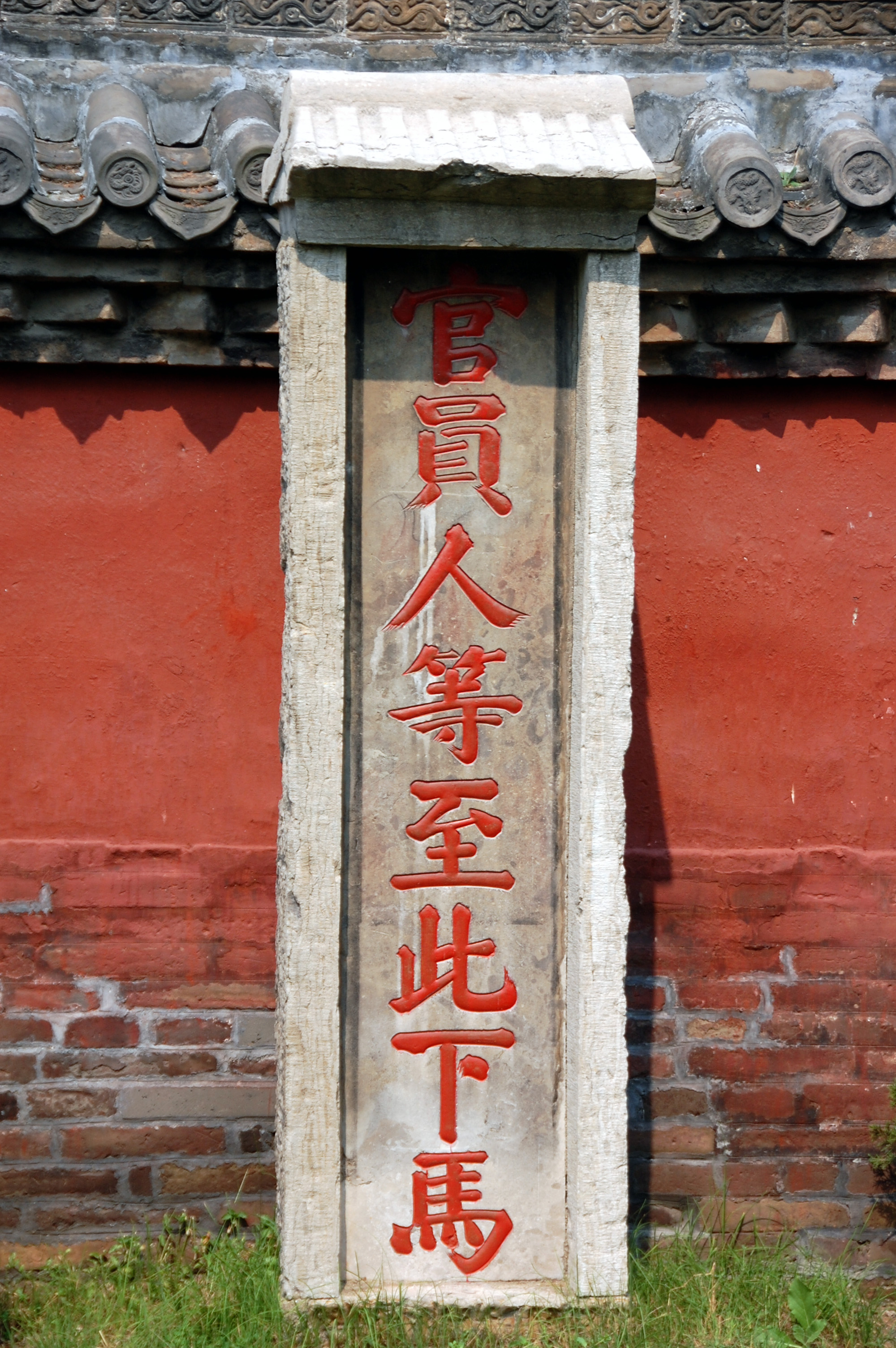
中国、孔廟の下馬碑
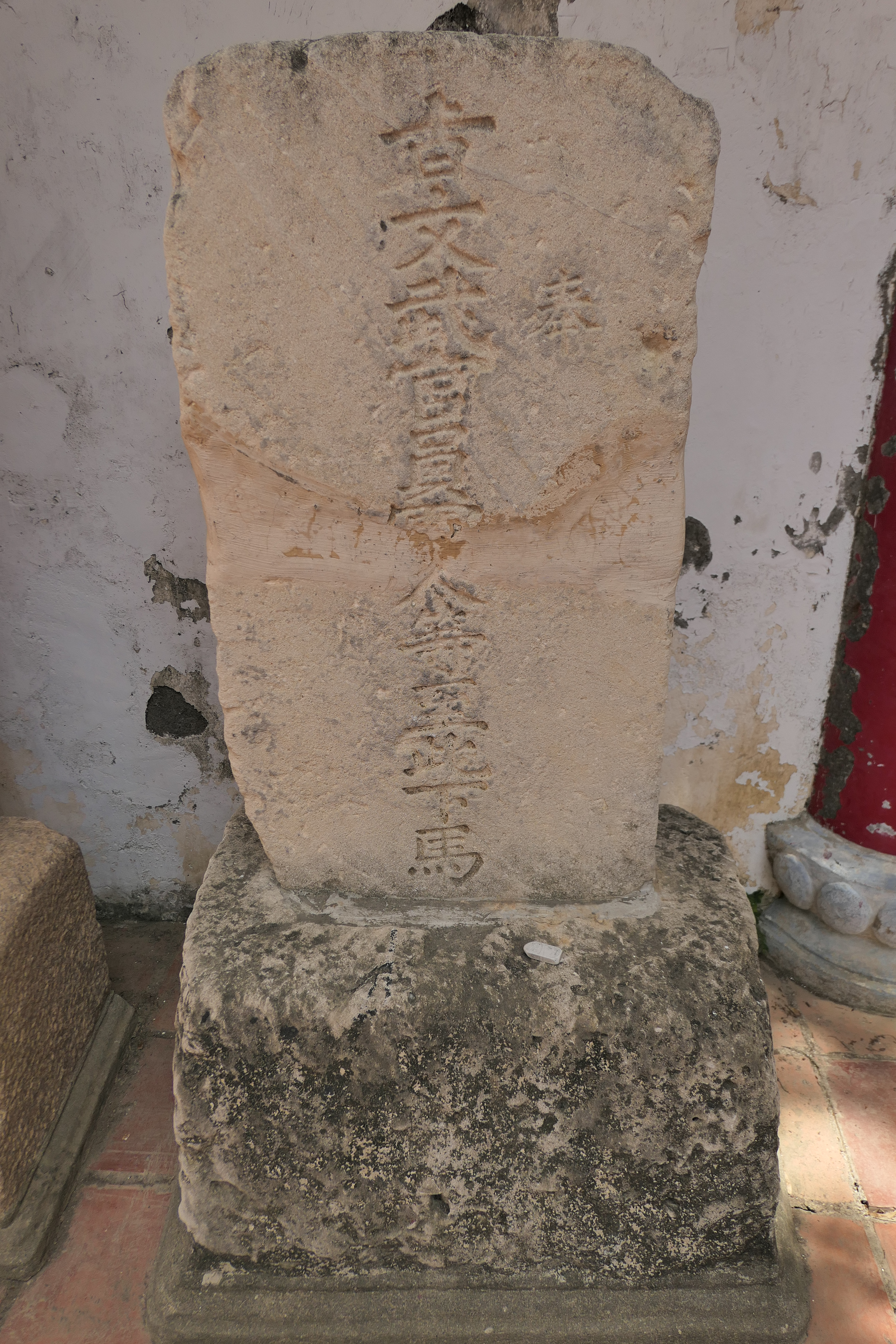
台湾の下馬碑
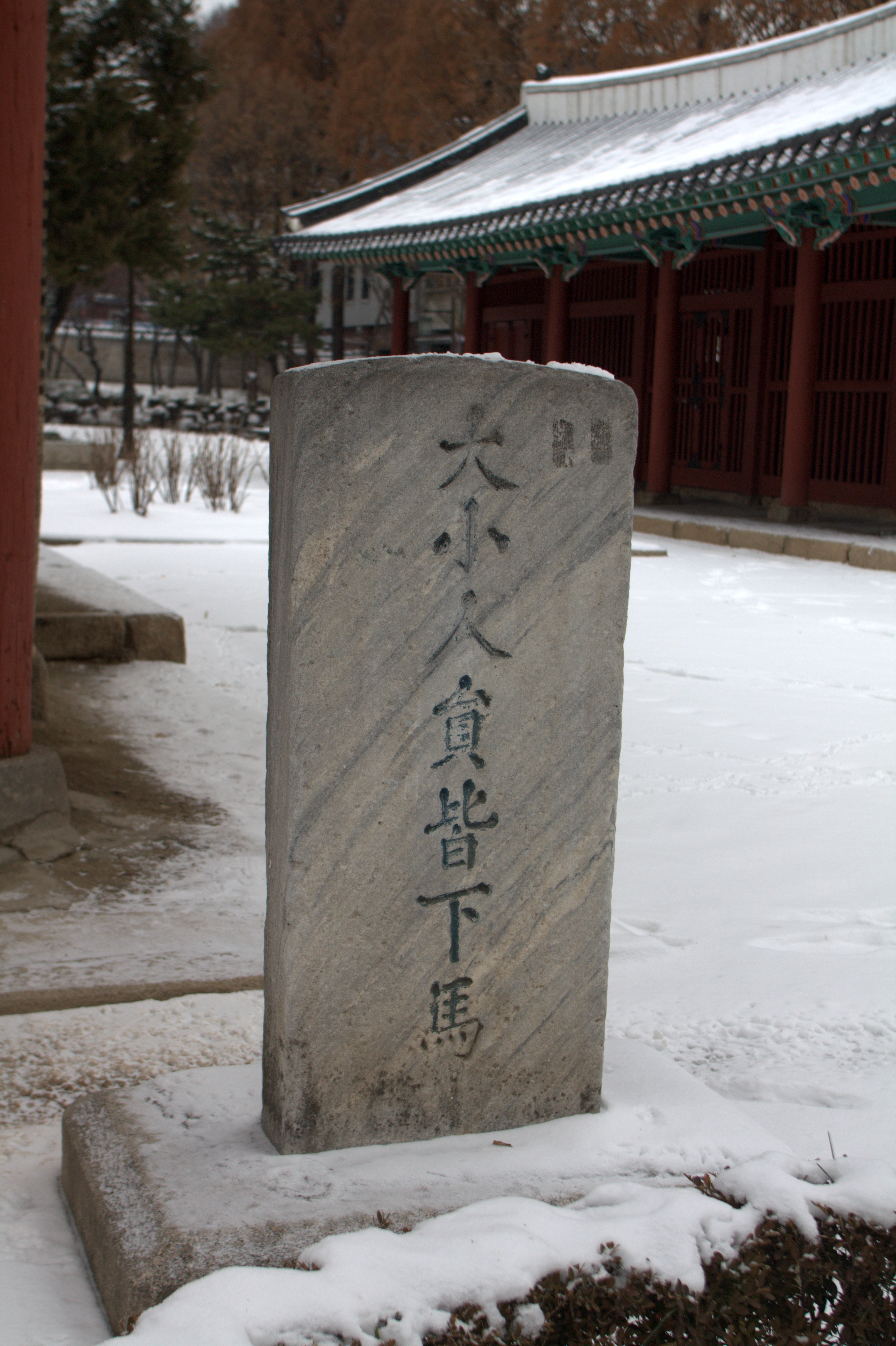
韓国の下馬碑
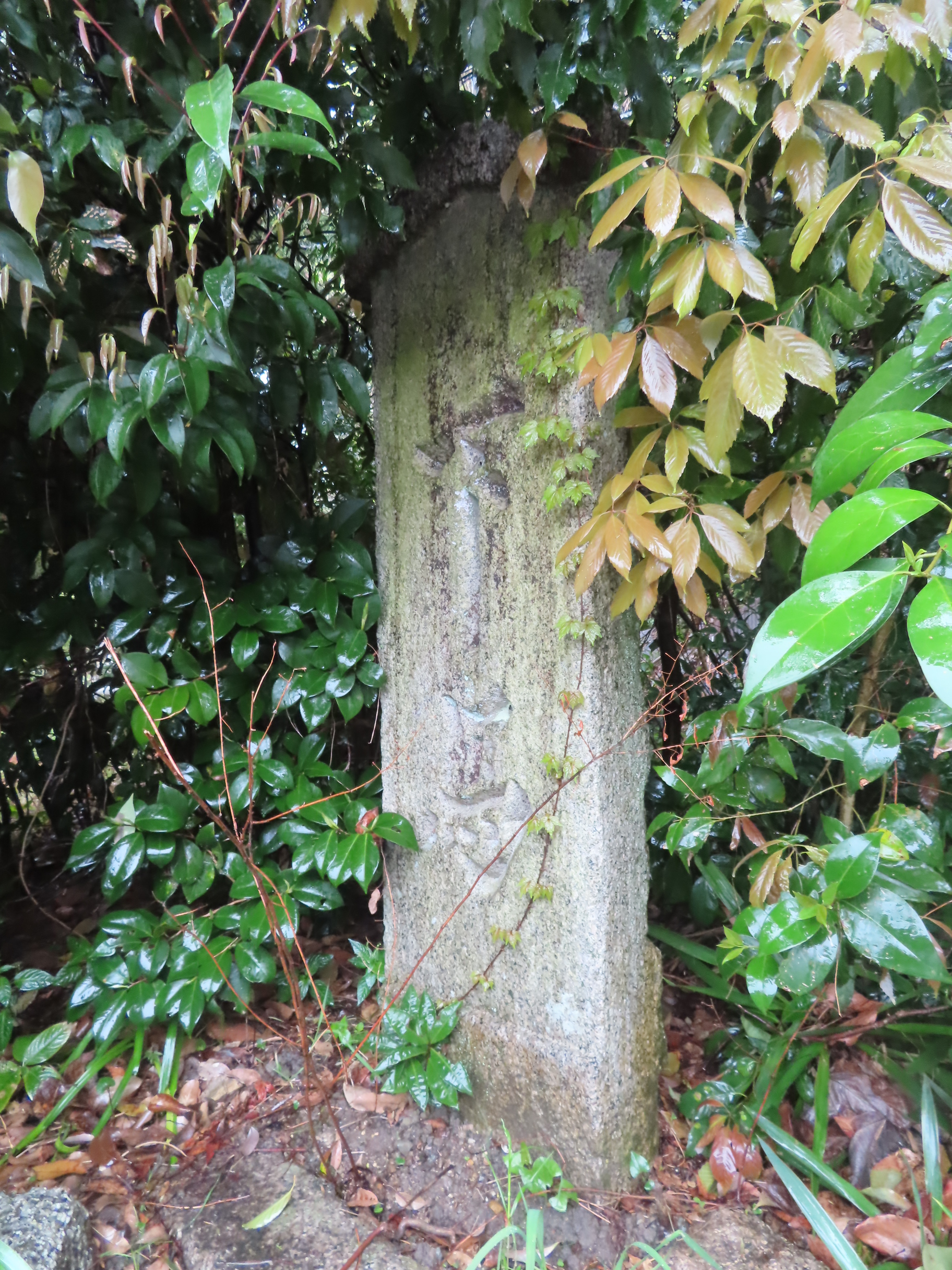
石清水八幡宮の下馬碑